# Tachigali duckei
Tachigali duckei là một loài thực vật có hoa trong họ Đậu. Loài này được (Dwyer) Oliveira-Filho mô tả khoa học đầu tiên năm 2006.